# Смитон (Мисури)
Смитон (енгл. Smithton) град је у америчкој савезној држави Мисури.

## Демографија
По попису из 2010. године број становника је 570, што је 60 (11,8%) становника више него 2000. године.
| Група             | 2000.       | 2010.       |
| Белци             | 497 (97,5%) | 537 (94,2%) |
| Афроамериканци    | 0 (0,0%)    | 8 (1,4%)    |
| Азијати           | 1 (0,2%)    | 1 (0,2%)    |
| Хиспаноамериканци | 3 (0,6%)    | 15 (2,6%)   |
| Укупно            | 510         | 570         |